# Synima reynoldsiae
Synima reynoldsiae är en kinesträdsväxtart som beskrevs av Paul Irwin Forster. Synima reynoldsiae ingår i släktet Synima och familjen kinesträdsväxter. Inga underarter finns listade i Catalogue of Life.